# Belvosia socia
Belvosia socia är en tvåvingeart som först beskrevs av Walker 1853.  Belvosia socia ingår i släktet Belvosia och familjen parasitflugor. Inga underarter finns listade i Catalogue of Life.